# Gea
Gea o Geo o Ge (in greco antico: Γῆ?, Ghḕ), oppure Gaia (in greco ionico e quindi nel greco omerico Γαῖα Gàia), è, nella religione e nella mitologia greca, la dea primordiale, quindi la potenza divina, della Terra. 
Dea primigenia dall'inesauribile forza creatrice è considerata nella religione greca l'origine stessa della vita. Fu madre di molti figli, tra cui Urano (il cielo), Ponto (il mare), e i dodici Titani, a loro volta progenitori degli dèi Olimpici. Corrisponde alla romana Tellus.

## Gaia (Gea) nellaTeogoniadi Esiodo

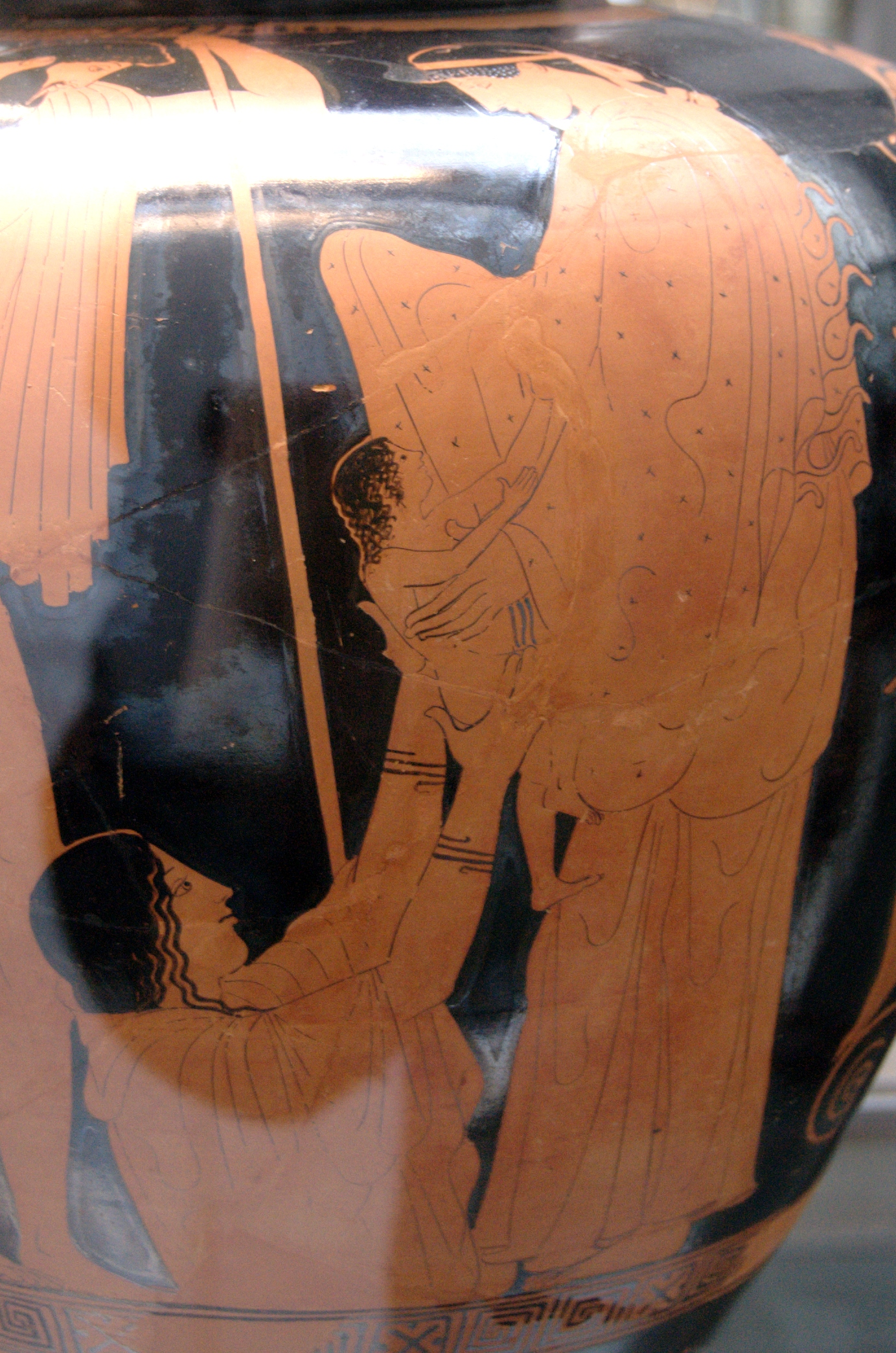
Atena riceve il piccolo Erittonio dalle mani della madre Gaia. Dettaglio di uno stamnos in stile attico a figure rosse, 470-460 a.C., Monaco, Staatliche Antikensammlungen.

La Teogonia di Esiodo racconta come, dopo Caos (Χάος), sorse l'immortale Gaia (Γαῖα), progenitrice dei Titani e degli dèi dell’Olimpo.
Da sola e senza congiungersi con nessuno, Gaia genera Urano (Οὐρανός, Cielo stellante) pari alla Terra, generò quindi, sempre per partenogenesi, i monti, le ninfe (Νύμφη nýmphē) dei monti e Ponto (Πόντος, il Mare).
Unendosi a Urano, Gaia genera i Titani (Τιτῆνες): Oceano (Ὠκεανός), Ceo (Κοῖος), Crio (Κριός), Iperione (Ύπέριον), Giapeto (Ἰαπετός), Teia (Θεία), Rea (Ῥέᾱ oppure Ῥεία), Temi (Θέμις), Mnemosine (Μνημοσύνη), Febe (Φοίβη), Teti (Τηθύς) e Crono (Κρόνος).
Dopo i Titani, l'unione tra Gaia e Urano genera i tre Ciclopi (Κύκλωπες: Bronte, Sterope e Arge); e gli Ecatonchiri (Ἑκατόγχειρες): Cotto, Briareo e Gige dalle cento mani e dalla forza terribile.
Urano, tuttavia, impedisce che i figli da lui generati con Gaia, i dodici Titani, i tre Ciclopi e i tre Centimani, vengano alla luce. La ragione di questo rifiuto risiederebbe, per Cassanmagnago, nella loro "mostruosità". Ecco che la madre di costoro, Gaia, costruisce dapprima una falce e poi invita i figli a disfarsi del padre che li costringe nel suo ventre. Solo l'ultimo dei Titani, Crono, risponde all'appello della madre e appena Urano si stende nuovamente su Gaia, Kronos, nascosto lo evira. Il sangue versato dal membro evirato di Urano gocciola su Gaia producendo altre divinità: le Erinni (Ἐρινύες: Aletto, Tesifone e Megera), le dee della vendetta, i terribili Giganti (Γίγαντες) e le Ninfe Melie (Μελίαι).
Ponto (Πόντος, il Mare) genera Nereo (Νηρεύς) detto il "vecchio", divinità marina sincera ed equilibrata; poi, sempre Ponto ma unitosi a Gaia, genera Taumante (Θαῦμᾱς), quindi Forco (Φόρκυς), Ceto (Κητώ) dalle belle guance, ed Euribia (Εὐρύβια).
Gaia e Tartaro generano Tifone (Τυφῶν) "grazie all'aurea Afrodite" . Questo essere gigantesco, mostruoso, terribile e potente viene sconfitto dal re degli dèi (Zeus) e relegato nel Tartaro insieme ai Titani e da dove spira i venti dannosi per gli uomini. Infine Gaia unendosi a Tartaro generò Pallante (Παλλάς) un gigante che tentò di violentare Atena durante la Gigantomachia nella quale perse la vita.

## Genealogia (Esiodo)
|  |  |  |  |        |        |        |        |        |        |     |     |      |      |      |      |          |          |          |          |          |          |         |         |         |         |      |      |         |         |          |         |         |         |                 |       |           |           |           |           |           |           |      |      |      |      |      |      |       |       |       |       |       |       |  |  |  |  |  |  |  |  |  |  |  |  |  |  |  |  |  |  |  |  |  |  |  |  |  |  |  |  |  |  |  |  |  |  |  |  |  |  |  |  |
|  |  |  |  |        |        |        |        |        |        |     |     |      |      |      |      |          |          |          |          |          |          |         |         | Gea     | Gea     | Gea  | Gea  | Gea     | Gea     |          |         | Urano   | Urano   | Urano           | Urano | Urano     | Urano     |           |           |           |           |      |      |      |      |      |      |       |       |       |       |       |       |  |  |  |  |  |  |  |  |  |  |  |  |  |  |  |  |  |  |  |  |  |  |  |  |  |  |  |  |  |  |  |  |  |  |  |  |  |  |  |  |
|  |  |  |  |        |        |        |        |        |        |     |     |      |      |      |      |          |          |          |          |          |          |         |         | Gea     | Gea     | Gea  | Gea  | Gea     | Gea     |          |         | Urano   | Urano   | Urano           | Urano | Urano     | Urano     |           |           |           |           |      |      |      |      |      |      |       |       |       |       |       |       |  |  |  |  |  |  |  |  |  |  |  |  |  |  |  |  |  |  |  |  |  |  |  |  |  |  |  |  |  |  |  |  |  |  |  |  |  |  |  |  |
|  |  |  |  |        |        |        |        |        |        |     |     |      |      |      |      |          |          |          |          |          |          |         |         |         |         |      |      |         |         |          |         |         |         |                 |       |           |           |           |           |           |           |      |      |      |      |      |      |       |       |       |       |       |       |  |  |  |  |  |  |  |  |  |  |  |  |  |  |  |  |  |  |  |  |  |  |  |  |  |  |  |  |  |  |  |  |  |  |  |  |  |  |  |  |
|  |  |  |  |        |        |        |        |        |        |     |     |      |      |      |      |          |          |          |          |          |          |         |         |         |         |      |      |         |         |          |         |         |         |                 |       |           |           |           |           |           |           |      |      |      |      |      |      |       |       |       |       |       |       |  |  |  |  |  |  |  |  |  |  |  |  |  |  |  |  |  |  |  |  |  |  |  |  |  |  |  |  |  |  |  |  |  |  |  |  |  |  |  |  |
|  |  |  |  | Oceano | Oceano | Oceano | Oceano | Oceano | Oceano |     |     | Crio | Crio | Crio | Crio | Crio     | Crio     |          |          | Giapeto  | Giapeto  | Giapeto | Giapeto | Giapeto | Giapeto |      |      | Rea     | Rea     | Rea      | Rea     | Rea     | Rea     |                 |       | Mnemosine | Mnemosine | Mnemosine | Mnemosine | Mnemosine | Mnemosine |      |      | Teti | Teti | Teti | Teti | Teti  | Teti  |       |       |       |       |  |  |  |  |  |  |  |  |  |  |  |  |  |  |  |  |  |  |  |  |  |  |  |  |  |  |  |  |  |  |  |  |  |  |  |  |  |  |  |  |
|  |  |  |  | Oceano | Oceano | Oceano | Oceano | Oceano | Oceano |     |     | Crio | Crio | Crio | Crio | Crio     | Crio     |          |          | Giapeto  | Giapeto  | Giapeto | Giapeto | Giapeto | Giapeto |      |      | Rea     | Rea     | Rea      | Rea     | Rea     | Rea     |                 |       | Mnemosine | Mnemosine | Mnemosine | Mnemosine | Mnemosine | Mnemosine |      |      | Teti | Teti | Teti | Teti | Teti  | Teti  |       |       |       |       |  |  |  |  |  |  |  |  |  |  |  |  |  |  |  |  |  |  |  |  |  |  |  |  |  |  |  |  |  |  |  |  |  |  |  |  |  |  |  |  |
|  |  |  |  |        |        |        |        | Ceo    | Ceo    | Ceo | Ceo | Ceo  | Ceo  |      |      | Iperione | Iperione | Iperione | Iperione | Iperione | Iperione |         |         | Teia    | Teia    | Teia | Teia | Teia    | Teia    |          |         | Temi    | Temi    | Temi            | Temi  | Temi      | Temi      |           |           | Febe      | Febe      | Febe | Febe | Febe | Febe |      |      | Crono | Crono | Crono | Crono | Crono | Crono |  |  |  |  |  |  |  |  |  |  |  |  |  |  |  |  |  |  |  |  |  |  |  |  |  |  |  |  |  |  |  |  |  |  |  |  |  |  |  |  |
|  |  |  |  |        |        |        |        | Ceo    | Ceo    | Ceo | Ceo | Ceo  | Ceo  |      |      | Iperione | Iperione | Iperione | Iperione | Iperione | Iperione |         |         | Teia    | Teia    | Teia | Teia | Teia    | Teia    | I Titani |         | Temi    | Temi    | Temi            | Temi  | Temi      | Temi      |           |           | Febe      | Febe      | Febe | Febe | Febe | Febe |      |      | Crono | Crono | Crono | Crono | Crono | Crono |  |  |  |  |  |  |  |  |  |  |  |  |  |  |  |  |  |  |  |  |  |  |  |  |  |  |  |  |  |  |  |  |  |  |  |  |  |  |  |  |
|  |  |  |  |        |        |        |        |        |        |     |     |      |      |      |      |          |          |          |          |          |          |         |         |         |         |      |      |         |         |          |         |         |         |                 |       |           |           |           |           |           |           |      |      |      |      |      |      |       |       |       |       |       |       |  |  |  |  |  |  |  |  |  |  |  |  |  |  |  |  |  |  |  |  |  |  |  |  |  |  |  |  |  |  |  |  |  |  |  |  |  |  |  |  |
|  |  |  |  |        |        |        |        |        |        |     |     |      |      |      |      |          |          |          |          |          |          |         |         |         |         |      |      |         |         |          |         |         |         |                 |       |           |           |           |           |           |           |      |      |      |      |      |      |       |       |       |       |       |       |  |  |  |  |  |  |  |  |  |  |  |  |  |  |  |  |  |  |  |  |  |  |  |  |  |  |  |  |  |  |  |  |  |  |  |  |  |  |  |  |
|  |  |  |  |        |        |        |        |        |        |     |     |      |      |      |      |          |          |          |          |          |          |         |         |         |         |      |      |         |         |          |         |         |         |                 |       |           |           |           |           |           |           |      |      |      |      |      |      |       |       |       |       |       |       |  |  |  |  |  |  |  |  |  |  |  |  |  |  |  |  |  |  |  |  |  |  |  |  |  |  |  |  |  |  |  |  |  |  |  |  |  |  |  |  |
|  |  |  |  |        |        |        |        |        |        |     |     |      |      |      |      |          |          |          |          | Bronte   | Bronte   | Bronte  | Bronte  | Bronte  | Bronte  |      |      | Sterope | Sterope | Sterope  | Sterope | Sterope | Sterope |                 |       | Arge      | Arge      | Arge      | Arge      | Arge      | Arge      |      |      |      |      |      |      |       |       |       |       |       |       |  |  |  |  |  |  |  |  |  |  |  |  |  |  |  |  |  |  |  |  |  |  |  |  |  |  |  |  |  |  |  |  |  |  |  |  |  |  |  |  |
|  |  |  |  |        |        |        |        |        |        |     |     |      |      |      |      |          |          |          |          | Bronte   | Bronte   | Bronte  | Bronte  | Bronte  | Bronte  |      |      | Sterope | Sterope | Sterope  | Sterope | Sterope | Sterope | I Ciclopi       |       | Arge      | Arge      | Arge      | Arge      | Arge      | Arge      |      |      |      |      |      |      |       |       |       |       |       |       |  |  |  |  |  |  |  |  |  |  |  |  |  |  |  |  |  |  |  |  |  |  |  |  |  |  |  |  |  |  |  |  |  |  |  |  |  |  |  |  |
|  |  |  |  |        |        |        |        |        |        |     |     |      |      |      |      |          |          |          |          |          |          |         |         |         |         |      |      |         |         |          |         |         |         |                 |       |           |           |           |           |           |           |      |      |      |      |      |      |       |       |       |       |       |       |  |  |  |  |  |  |  |  |  |  |  |  |  |  |  |  |  |  |  |  |  |  |  |  |  |  |  |  |  |  |  |  |  |  |  |  |  |  |  |  |
|  |  |  |  |        |        |        |        |        |        |     |     |      |      |      |      |          |          |          |          |          |          |         |         |         |         |      |      |         |         |          |         |         |         |                 |       |           |           |           |           |           |           |      |      |      |      |      |      |       |       |       |       |       |       |  |  |  |  |  |  |  |  |  |  |  |  |  |  |  |  |  |  |  |  |  |  |  |  |  |  |  |  |  |  |  |  |  |  |  |  |  |  |  |  |
|  |  |  |  |        |        |        |        |        |        |     |     |      |      |      |      |          |          |          |          |          |          |         |         |         |         |      |      |         |         |          |         |         |         |                 |       |           |           |           |           |           |           |      |      |      |      |      |      |       |       |       |       |       |       |  |  |  |  |  |  |  |  |  |  |  |  |  |  |  |  |  |  |  |  |  |  |  |  |  |  |  |  |  |  |  |  |  |  |  |  |  |  |  |  |
|  |  |  |  |        |        |        |        |        |        |     |     |      |      |      |      |          |          |          |          | Cotto    | Cotto    | Cotto   | Cotto   | Cotto   | Cotto   |      |      | Briareo | Briareo | Briareo  | Briareo | Briareo | Briareo |                 |       | Gige      | Gige      | Gige      | Gige      | Gige      | Gige      |      |      |      |      |      |      |       |       |       |       |       |       |  |  |  |  |  |  |  |  |  |  |  |  |  |  |  |  |  |  |  |  |  |  |  |  |  |  |  |  |  |  |  |  |  |  |  |  |  |  |  |  |
|  |  |  |  |        |        |        |        |        |        |     |     |      |      |      |      |          |          |          |          | Cotto    | Cotto    | Cotto   | Cotto   | Cotto   | Cotto   |      |      | Briareo | Briareo | Briareo  | Briareo | Briareo | Briareo | Gli Ecatonchiri |       | Gige      | Gige      | Gige      | Gige      | Gige      | Gige      |      |      |      |      |      |      |       |       |       |       |       |       |  |  |  |  |  |  |  |  |  |  |  |  |  |  |  |  |  |  |  |  |  |  |  |  |  |  |  |  |  |  |  |  |  |  |  |  |  |  |  |  |
|  |  |  |  |        |        |        |        |        |        |     |     |      |      |      |      |          |          |          |          |          |          |         |         |         |         |      |      |         |         |          |         |         |         |                 |       |           |           |           |           |           |           |      |      |      |      |      |      |       |       |       |       |       |       |  |  |  |  |  |  |  |  |  |  |  |  |  |  |  |  |  |  |  |  |  |  |  |  |  |  |  |  |  |  |  |  |  |  |  |  |  |  |  |  |

|  |  |  |  |  |  |  |  |           |           |           |           |           |           |     |     |           |           |           |           |                 |                 |                 |                 |                 |                 |            |            |            |            |  |  |  |  |                   |                   |                   |                   |                   |                   |
|  |  |  |  |  |  |  |  |           |           |           |           | Gea       | Gea       | Gea | Gea | Gea       | Gea       |           |           | Sangue di Urano | Sangue di Urano | Sangue di Urano | Sangue di Urano | Sangue di Urano | Sangue di Urano |            |            |            |            |  |  |  |  | Genitali di Urano | Genitali di Urano | Genitali di Urano | Genitali di Urano | Genitali di Urano | Genitali di Urano |
|  |  |  |  |  |  |  |  |           |           |           |           | Gea       | Gea       | Gea | Gea | Gea       | Gea       |           |           | Sangue di Urano | Sangue di Urano | Sangue di Urano | Sangue di Urano | Sangue di Urano | Sangue di Urano |            |            |            |            |  |  |  |  | Genitali di Urano | Genitali di Urano | Genitali di Urano | Genitali di Urano | Genitali di Urano | Genitali di Urano |
|  |  |  |  |  |  |  |  |           |           |           |           |           |           |     |     |           |           |           |           |                 |                 |                 |                 |                 |                 |            |            |            |            |  |  |  |  |                   |                   |                   |                   |                   |                   |
|  |  |  |  |  |  |  |  |           |           |           |           |           |           |     |     |           |           |           |           |                 |                 |                 |                 |                 |                 |            |            |            |            |  |  |  |  |                   |                   |                   |                   |                   |                   |
|  |  |  |  |  |  |  |  | Le Erinni | Le Erinni | Le Erinni | Le Erinni | Le Erinni | Le Erinni |     |     | I Giganti | I Giganti | I Giganti | I Giganti | I Giganti       | I Giganti       |                 |                 | Le Meliadi      | Le Meliadi      | Le Meliadi | Le Meliadi | Le Meliadi | Le Meliadi |  |  |  |  | Afrodite          | Afrodite          | Afrodite          | Afrodite          | Afrodite          | Afrodite          |

Non mostrati vi sono i figli di Gea e Ponto, ovvero Nereo, Taumante, Forco, Ceto e Euribia, e Tifone, avuto da Tartaro. 

### Altre versioni
Secondo Igino, Gea non era una divinità primigenia, ma nacque invece dall'unione tra Etere e Emera, a loro volta figli di Caos e Caligine.
Tra i figli di Gea, oltre a quelli citati nella Teogonia, altre fonti riportano Erittonio (nato dal seme di Efesto caduto sulla terra), Anteo e Cariddi (da Poseidone), Trittolemo (da Oceano), Bisalte (da Elio), Ofiotauro, Pitone, i Gigeni, i Cureti, e altri ancora.

## Altri miti riguardanti Gea
- Apollodoro (Biblioteca I,1) sostiene che Gea abbia dapprima partorito i Centimani (Ecatonchiri) e poi i Ciclopi. Urano, il loro padre, gettò questi ultimi nel Tartaro; allora Gea gli partorì i sei Titani (Oceano, Ceo, Iperione, Crio, Giapeto e, per ultimo, Crono) e le sette Titanidi (Teti, Rea, Temi, Mnemosine, Febe, Dione e Tia).

Irata con Urano che aveva gettato nel Tartaro i precedenti figli, Gea incita i Titani a sopraffare il padre: tutti accolgono l'invito di Gea tranne Oceano. Aggredito il padre, Crono lo evira. 
- Apollodoro (Biblioteca I,6), ci dice che Gea partorì i Giganti, in quanto adirata per la sorte subita dai Titani e sapendo che nessuno degli dèi dell'Olimpo poteva ucciderli ma solo un mortale andò alla ricerca di una pianta magica che impedisse loro di morire anche per mano degli uomini. Saputo ciò, Zeus colse per primo la pianta.
- Eratostene (Catasterismi XIII), ci dice che Museo raccontò che Gea nascose in un antro la spaventosa capra, figlia del dio Elio, affidandola poi alla ninfa Amaltea (Ἀμάλθεια)[28] la quale con il suo latte nutrì Zeus infante.

Zeus celò Elara, una delle sue amanti, dalla vista di Hera nascondendola sotto terra. Talvolta viene quindi riportato che il gigante Tizio, il figlio che Zeus ebbe da Elara, sia stato in realtà figlio di Elara e di Gea.
Gea concesse l'immortalità ad Aristeo.
Alcuni studiosi credono che Gea fosse la divinità che originariamente parlava per bocca dell'Oracolo di Delfi. Ella passò i suoi poteri, a seconda delle versioni, a Poseidone, Apollo o Temi. Apollo è il dio a cui più di ogni altro è collegato l'Oracolo di Delfi, esistente da lungo tempo già all'epoca di Omero, perché in quel luogo aveva ucciso il figlio di Gea Pitone, impossessandosi dei suoi poteri ctonii. Hera punì Apollo per questo gesto costringendolo a servire per nove anni come pastore presso il re Admeto.
Nell'antica Grecia i giuramenti fatti in nome di Gea erano considerati quelli maggiormente vincolanti, assieme a quelli in nome di Ade e del fiume infernale Stige.

## Gea nell'arte
Nell'arte classica Gea poteva essere rappresentata in due modi diversi:
- Nelle decorazioni vasali ateniesi veniva ritratta come una donna dall'aspetto matronale che emergeva dalla terra soltanto per metà, spesso mentre porgeva ad Atena il piccolo Erittonio (futuro re di Atene) perché lo allevasse.
- Nei mosaici di epoca successiva appare come una donna che si sta stendendo a terra, circondata da un gruppo di Carpi, divinità infantili che simboleggiano i frutti della terra.